# Gorsko
Gorsko (bułg. Горско) – wieś w południowej Bułgarii, w obwodzie Chaskowo, gminie Iwajłowgrad. Wieś obecnie nie jest zamieszkana.